# Sydtrafik
Sydtrafik er et dansk trafikselskab, der står for den kollektive trafik i den jyske del af Region Syddanmark, mere specifikt Aabenraa, Billund, Esbjerg, Fredericia, Haderslev, Kolding, Sønderborg, Tønder, Varde, Vejen og Vejle kommuner og tidligere også Fanø.
Trafikken i den fynske del af Region Syddanmark varetages af FynBus.

## Produkter

### Bybusser
Sydtrafik har ansvaret for kørsel med bybusser. i Byerne Esbjerg, Fredericia, Kolding og Vejle kører linjerne fra tidlig morgen(omkring 5.00) og indtil omkring 23.30 tiden. linjerne er højfrekvente og kører nærmest altid halvtimedrift på hverdage hvor der dog i ydertidspunkterne kan forekomme timedrift. For Esbjerg og Koldings vedkommende er Linjerne C( 5, 6, 7, 8 i Esbjerg) og 7, 8 og 9 i Kolding linjer med timedrift. Linjerne kører for det meste på samme fællesstrækning igennem centrum som giver ned til 15min drift i Esbjerg og 20min drift i Kolding og timedrift i yderkanterne af strækningerne.
Sydtrafik driver ligedan bybusser i byerne Haderslev, Ribe, Sønderborg, Varde og Aabenraa. i disse byer kører busserne på hverdage fra tidlig morgen omkring klokken 5.30 og indtil 17 tiden om eftermiddagen og lørdagskørsel fra 9.00 tiden til omkring 14.00 tiden. Der er dog undtagelser til denne "hovedregel". I Aabenraa kører linje 1 aftenbetjening på hverdage/lørdage samt weekendbetjening for at forbinde byen med Rødekro St. I Haderslev kører linje 4 aften(Man-Lør) og Søndagsbetjening og derudover er der en special linje 10 der er en sammenkobling af flere af de normale daglinjer som så står for aften(Man-Lør) og søndagsbetjeningen af disse områder når de almindelige ruter ikke kører. I Ribe og Varde kører der også bybusser men disse linjer figurere mest af alt som en Servicebus. betjeningstiden i Ribe er hver halve time fra 07.00 til klokken 17.00 på hverdage og fra 8.45 til 11.45 om lørdagen. i Varde kører 3 buslinjer med udgangspunkt fra Varde Station. Disse linjer har timedrift og kører udelukkende på hverdage af den samme bus, driftperioden i Varde er fra klokken 9.00 til klokken 18.45.
Indtil 1 Juli 2021 var der også bybus i Vejen men denne blev nedlagt på grund af kommunale besparelser

### Rutebiler
I Sønderjylland har man hidtil holdt fast i begrebet "Rutebiler" om de regionale busser. De regionale busruter kører på tværs af kommunegrænserne og visse steder også over de regionale grænser. sågar kører Sydtrafiks rute 110 over landegrænsen fra Danmark til Tyskland ved Kruså og videre til Flensborg. Disse linjer er for det meste finansieret af regionen men også ofte af kommunerne selv.

#### X-busser
Xbusser er regionale rutebusser der kører imellem de største byer i Jylland, og kan overskride regionsgrænserne. I Sydtrafiks dækningsområde kører der 3 af disse linjer, 900x fra Sønderborg til Vejle over byerne Aabenraa - Haderslev - Christiansfeld og Kolding. 912X til Aarhus fra Billund Lufthavn. Denne rute er også kendt som en af Midttrafiks lufthavnsbusser, visse ture om natten kører over Vejle. Linje 944X mellem Esbjerg og Billund Lufthavn kører over Grindsted; Denne linje kørte oprindelig til Vejle men blev forkortet.

## Administrativt

### Bestyrelse
Bestyrelsen i Sydtrafik består pr 31Januar 2021 af 9 medlemmer. 2 fra Regionen og 7 fra kommunerne Sydtrafik dækker Sydtrafiks formand hedder Henning Ravn fra Esbjerg Kommune og næstformanden hedder Preden Friis Hauge der er regionsråds politikker fra Varde kommune. den øvrige bestyrelse består af Majbrit Rasmusen(Billund kommune). Søren Rishøj Jakobsen(Haderslev kommune). Erik Lauritzen(Sønderborg Kommune). Mathias Knudsen(Tønder Kommune). Vagn Sørensen(Vejen Kommune). Per Olesen(Vejle Kommune). Og Karsten Uno Pedersen(Region Syddanmark)

### Hovedkontor
Sydtrafik holder til i en højhusbygning på Banegårdspladsen i Vejen, som ligger i det tidligere Ribe Amt, og lige på skillelinjen imellem de 3 takstområder.

### Udbud af kørslen
Sydtrafik står ikke selv for selve busserne og deres chauffører. Alle ruter bliver nemlig kørt på udbud, som vognmænd har budt ind på, hvor det selskab som kommer med det lukrative tilbud på bestemte ruter, vinder kørslen. Blandt vognmænd i Sydtrafik er; Tide Bus, Umove, Arriva og Keolis.

## Fanø bryder ud
Fanø har som nærmest alle andre kommuner været en del af det regionale trafikselskab men Fanø meldte sig ved indgangen til 2018 ud af Sydtrafik idet at kommunen mente at den kunne spare op til en million kroner på busdriften på øen. Udmeldelsen er blevet gjort mulig af en lov fra 2015 der gjorde det muligt for ø kommuner uden en fast forbindelse(Bro, Tunnel) at melde sig ud af de regionale trafikselskaber.
Fanø har siden udmeldelsen af Sydtrafik haft nogle start vanskeligheder og det samlede sparede beløb er havnet på omtrent 300.000.
Udmeldelsen af Sydtrafik kom ligeledes på et skidt tidspunkt eftersom øen ikke har nogle taxaer på øen og ø kommunen måtte indgå aftale med blandt andet Esbjerg Taxa om taxakørsel på øen. Nogle af problemerne med taxakørslen er også efterfølgende blevet løst ved at man har fundet hjemmel i en lov til at øens telebus kan figurere som taxa fra adresse til adresse.
Bruddet med Sydtrafik har ligeledes gjort at man på Fanø ikke har kunne bruge Rejsekort siden 31 December 2017.

## Zoner og tasktområder, Stoppesteder og Billetmuligheder
Sydtrafik er som alle andre trafikselskaber, inklusiv DSB delt op i zoner. Billetterne i busserne koster priser alt efter hvor mange zoner man rejser igennem. Sydtrafik er desuden delt op i 3 takstområder: Sydtrafik Vest (SYDV, Tidl. Ribe Amt samt tidl. Rødding Kommune), Sydtrafik Øst (SYDØ, den del af Vejle Amt, der kom med i Region Syddanmark) og Sydtrafik Syd (SYDS, tidl. Sønderjyllands Amt).
Takstområderne har eksisteret siden de nye trafikselskabers stiftelse ved Strukturreformen og oprettelse af regionerne. Takstområderne, er opdelt efter de gamle trafikselskaber. Altså SYDS er Sønderjyllands Amt og det gamle Sydbus. SYDV er Ribe Amt og det gamle Ribe Amts trafikselskab. SYDØ er det gamle Vejle Amt og Vejle Amts trafikselskab. Zonerne bliver sommetider opdateret og tilpasset, så de passer til passagerernes rejsevaner og priser.

### Billetmuligheder
Host Sydtrafik er der følgende muligheder man kan få sikret sig den rette billetteringsmulighed på
- Rejsekort: Gælder hos næsten alle af Danmarks trafikselskaber.
- Enkeltbillet: Prisen starter fra 24kr og stiger derefter alt efter hvor mange zoner du rejser
- Pendlerkort: Rejser du meget til og fra arbejde så kan et pendlerkort være sagen.
- Ungdomskort: Hvis du er studerende kan et ungdomskort være sagen.

### Stoppesteder
Skilt som optræder på alle Sydtrafiks stoppesteder i Syddanmark.

Sydtrafiks stoppesteder, kan kendes på blå skilte med en hvid bus og et Sydtrafik logo på. Ellers gule skilte med en sort bus og et Sydtrafik-logo på, alt efter om det er et regional- eller bybus stoppested. På stoppesteder hvor der både stopper regional og bybusser, er skiltene både blå og gule med en bus på.

## Design
Alle Sydtrafiks busser, kører efter et bestemt design-set, bestemt af Sydtrafik. Alle de lokale og regionale busser, er mørkeblå med et stort hvidt "S" på siden, inspireret fra Sydtrafiks logo. Bybusserne er gule og har ligeledes det Sydtrafik inspirerede "S" på siden af bussen, dog i sort. Enkle busser kørt af vognmanden Thykjær A/S, er dog lys gule med et stort "Thykjær" logo over siden. Dette er et levn fra det tidligere Vejle Amts Trafikselskab, hvor vognmændene måtte køre i sine egne design-set. Ved kontraktudløb eller fornyelse, skal alle busser dog køre efter Sydtrafiks nye design.
Skitser i detaljeret udgave af bybusdesign og Rutebildesign kan ses under Galleriet

## Galleri
- En Linje 10 i Vejle på vej under en jernbanebro
- Rute 211 i Jelling er egentlig IKKE en bybuslinje men en lokalrute intern i Vejle Kommune, denne rute skal normalt ikke betjenes med bybusser
- Linje 211 her i de rigtige klæder i form af Sydtrafiks rutebildesign.
- Sydtrafik rutebil på linje 134
- Før i tiden måtte vognmænd selv bestemme design på deres busser. efter de nyere kontrakter skal busserne bære Sydtrafiks design.